# Tétra vampire
Hydrolycus scomberoides
Pour les articles homonymes, voir Payara.
Espèce
Synonymes
- Hydrolycus pectoralis Günther, 1866
- Hydrolicus scomberoides Cuvier, 1819
- Hydrocyon scomberoides Cuvier, 1819
- Hydrocynus scomberoides Cuvier, 1819
- Cynodon pectoralis Günther, 1866

Le Tétra vampire ou Payara (Hydrolycus scomberoides) est une espèce de poissons d'eau douce de la famille des Cynodontidés originaire d'Amérique du Sud. Il se caractérise par deux longues dents à la mâchoire inférieure pouvant atteindre de 50 à 60 mm de long. Le poisson peut mesurer jusqu'à 120 cm et peser 19 kg.